# Fjölnir

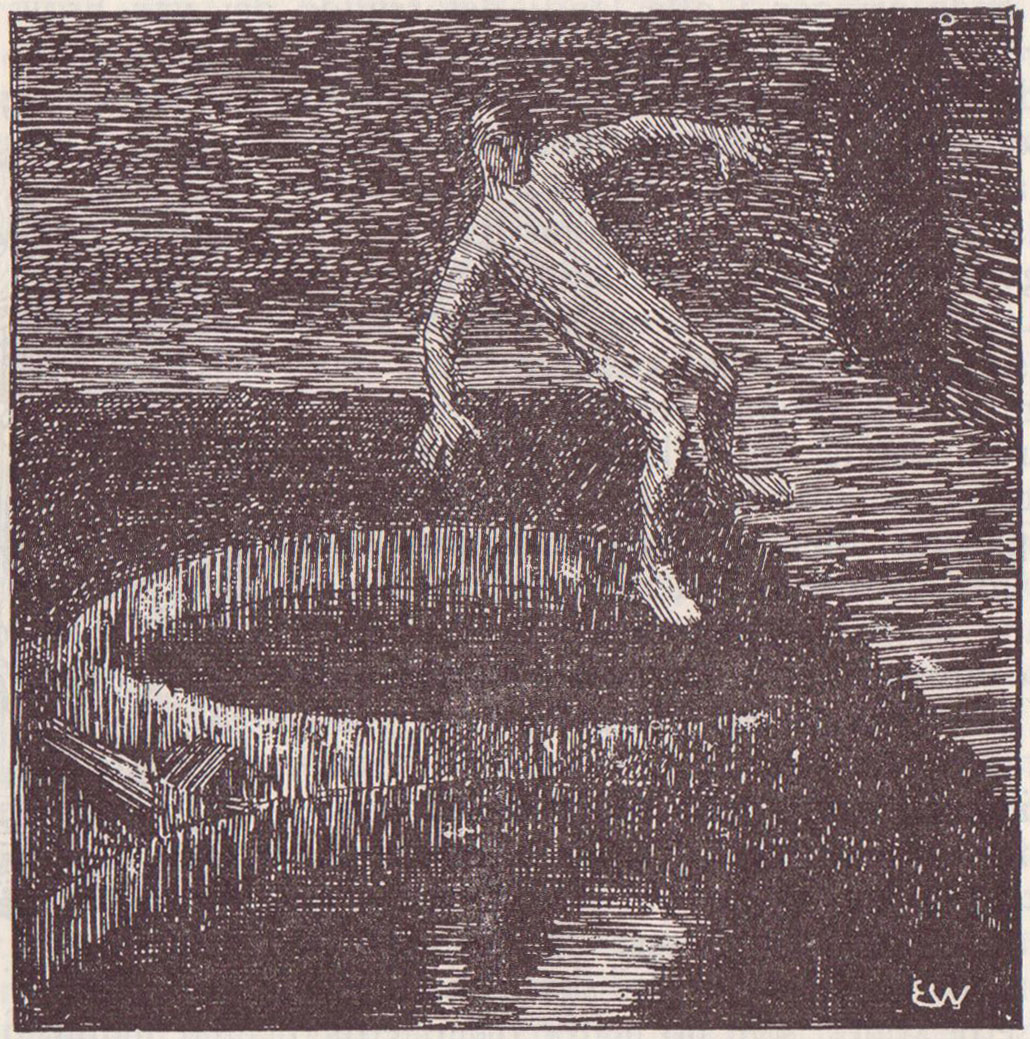
Fjölnir fällt ins Metfass. Zeichnung von Erik Werenskiold.

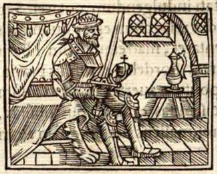
Fjölnir, im Werk des Johannes Magnus, 1554.

Fjölnir (altnordisch Fjǫlnir) ist in der nordischen Mythologie der Sohn des Wanen Freyr und der Gerdr. Er war ein Ynglingenkönig und fand seinen Tod, indem er bei einem Trinkgelage in einem Fass voll Met ertrank. Dass Fjölnir nicht einfach eine unwichtige oder späte Sagengestalt war, bezeugt seine Erwähnung beim Skalden Thjodolfr or Hvini (9. Jh.). Obwohl von ihm nur wenig überliefert wird, wurde in der Forschung viel um ihn spekuliert, wobei die Deutung als Feldgott am ansprechendsten ist.
Fjölnir ('der viel Wissende') ist auch ein häufig in der Edda und Skaldik genannter Beiname Odins.